# EV15 Rijnroute

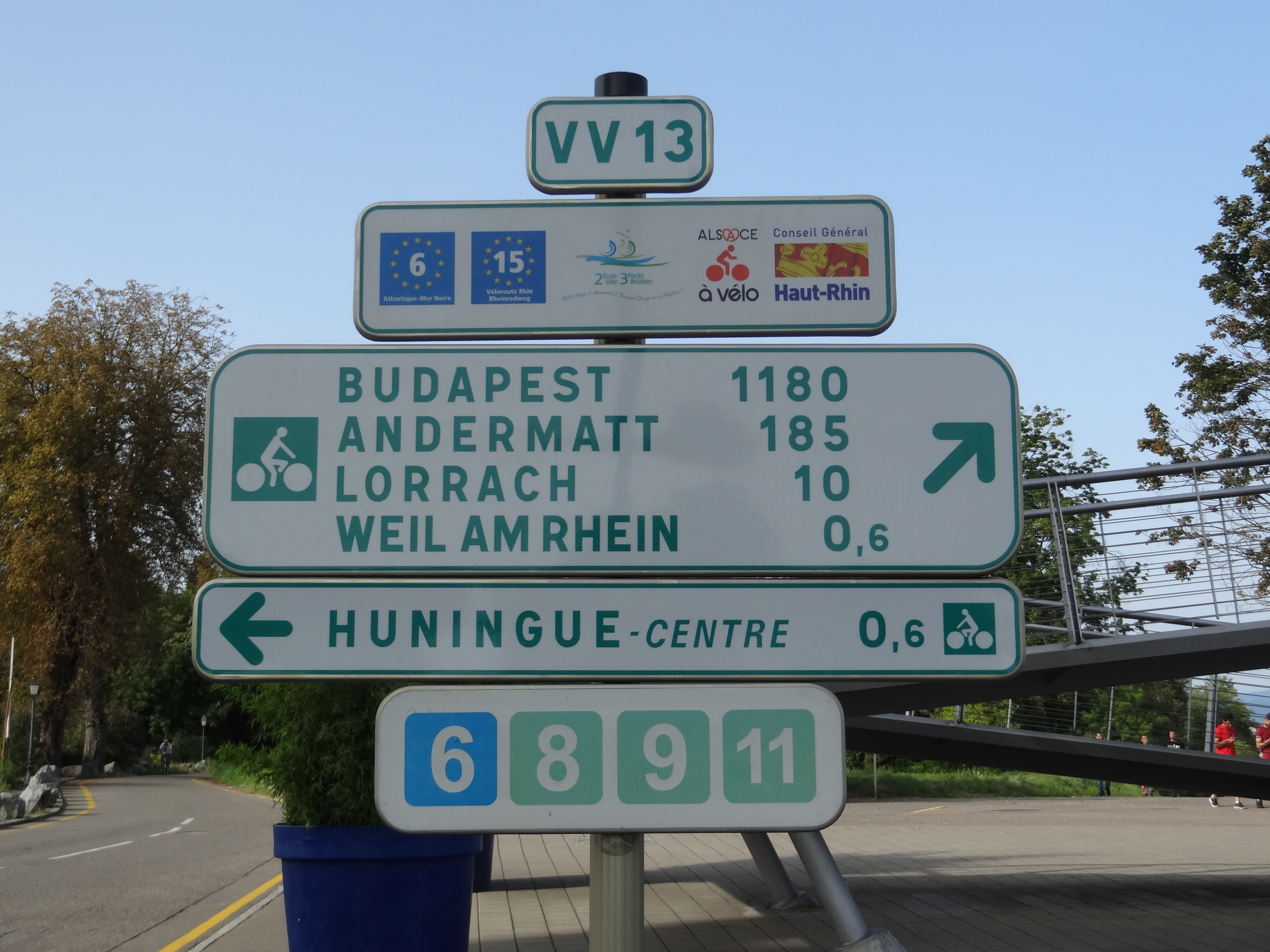

De Rijnroute (Rhine Route) is een geheel bewegwijzerde fietsroute op Europese schaal van zo'n 1450 kilometer lang. De route maakt deel uit van het EuroVelo-fietsroutenetwerk van de European Cyclists' Federation, en is opgezet met financiering vanuit een Interreg-programma van de Europese Unie. Het type bewegwijzering verschilt van land tot land omdat gebruik wordt gemaakt van nationale netten van lange-afstandsfietsroutes. De route is vooral bedoeld voor fietsvakantie. 

## Routebeschrijving
Per land zijn de belangrijkste steden die doorkruist worden:
| Land                    | Belangrijkste steden (kruising met andere EuroVelo) |
| ----------------------- | --- |
| Zwitserland             | Andermatt (EV5, EV17), Chur |
| Liechtenstein           | Vaduz |
| Zwitserland / Duitsland | Romanshorn (CH), Kreuzlingen (CH) of Konstanz (D), Steckborn (CH) of Radolfzell am Bodensee (D) (EV6), Schaffhausen (CH), Laufenburg (CH) of Laufenburg (D), Rheinfelden (CH) of Rheinfelden (D), Bazel (CH) (EV5) |
| Frankrijk / Duitsland   | Mulhouse (F) (EV6) of Neuenburg am Rhein (D), Straatsburg (F) (EV5) of Kehl (D) |
| Duitsland               | Karlsruhe, Ludwigshafen am Rhein, Mannheim, Mainz (EV4), Koblenz, Bonn (EV3), Keulen, Neuss (EV3, EV4), Emmerich                                                                                                   |
| Nederland               | Arnhem (EV2), Rhenen (EV2), Gorinchem (EV19), Dordrecht (EV19), Rotterdam (EV19), Hoek van Holland (EV2, EV12, EV19)                                                                                               |

De route volgt de Rijn van de bron bij Andermatt tot de monding bij Hoek van Holland.
Op vrijwel de gehele route kan gekozen worden voor beide zijden van de Rijn. De route voert over de Oberalppas waar de Rijn vlakbij ontspringt. Ook komt de route langs het Bodenmeer en de Rheinfall. Voor gidsen en toelichtingen moet gebruikgemaakt worden van het materiaal dat per land beschikbaar is. In sommige gevallen kan dat er toe leiden dat het alleen beschikbaar is in de taal van dat land. 

### Zwitserland
Door Zwitserland volgt de route de nationale route 2: Rhein-Route van Fietsnetwerk Veloland Schweiz. In Andermatt sluit de route aan op de EV5 Via Romea Francigena en de EV17 Rhôneroute. Vanuit Andermatt wordt de Oberalppas beklommen waar de Rijn ontspringt. Vanaf het Bodenmeer kan bij Konstanz gekozen worden voor een Duitse of Zwitserse variant. Beide varianten voeren langs de Rheinfall. Tussen het Duitse Radolfzell am Bodensee en Mulhouse in Frankrijk loopt de EV6 Atlantische kust naar de Zwarte Zee parallel met de route mee. In Bazel kruist de EV5 Via Romea Francigena de route.

### Liechtenstein
De route voert door Liechtenstein langs de hoofdstad Vaduz.

### Duitsland
Vanaf Konstanz kan worden gekozen voor een Duitse variant. In Duitsland is de route als D8 - Rijnfietsroute bewegwijzerd. Na Bazel is er sprake van een Duitse of Franse variant. Na Lauterbourg is er enkel een Duitse variant, maar dan kan nog steeds veelal gekozen worden voor beide oevers van de Rijn. 
Tussen Mainz en Neuss loopt de route parallel met de EV4 Midden-Europaroute. Tussen Bonn en Neuss loopt de route tevens parallel met de EV3 Pelgrimsroute. In Koblenz kan ook worden aangesloten op de Moselradweg.

### Frankrijk
Tussen Saint-Louis en Lauterbourg is er een Frans alternatief. In Frankrijk staat de route aangegeven bij fietsbewegwijzering van Véloroute Rhin. In Mulhouse verlaat de EV6 Atlantische kust naar de Zwarte Zee de route. In Straatsburg is er een aansluiting met de EV5 Via Romea Francigena.

### Nederland
Vanaf Lobith tot Hoek van Holland loopt de route door Nederland. Tussen Arnhem en Rhenen loopt ze parallel met de EV2 Hoofdstedenroute. Tussen Gorinchem en Dordrecht loopt ze parallel met de EV19 Maasroute (in Nederland bewegwijzerd als LF Maasroute. In Rotterdam sluit ze aan op de EV19 Maasroute en in Hoek van Holland eveneens, daar sluit ze ook aan op de EV2 Hoofdstedenroute en de EV12 Noordzeeroute. In Nederland volgt de route de Rijndeltaroute.